# اس‌اس آتنیا
اس‌اس آتنیا (به انگلیسی: SS Athenia) یک کشتی بخار مسافربری ساخت بریتانیا بود. این کشتی سال ۱۹۲۳ در گلاسگو ساخته شد. اس‌اس آتنیا در خط آبی بین بریتانیا و ساحل شرقی کانادا در اقیانوس اطلس فعالیت می‌کرد تا این که روز ۳ سپتامبر سال ۱۹۳۹، به عنوان نخستین کشتی بریتانیایی غرق‌شده توسط آلمان در جنگ جهانی دوم، توسط او-۳۰، او-بوت کریگسمارینه در آب‌های غرب بریتانیا غرق شد.

## تولید، ویژگی‌ها و خدمت
اس‌اس آتنیا یک کشتی مسافربری ۱۳٫۵۰۰ تنی با گنجایش ۱۰۰۰ مسافر و حداکثر سرعت ۱۵ گره دریایی بود. کار ساخت این کشتی سال ۱۹۲۳ به پایان رسید و عموماً مشغول حمل مسافر، اغلب مهاجران، از بریتانیا به کانادا بود.

## غرق‌شدن

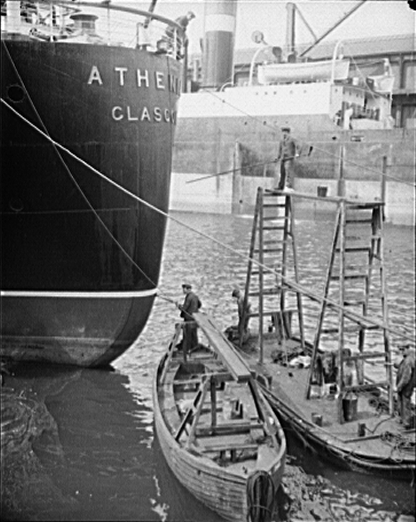
کارگرانی که قسمت انتهایی کشتی اس اس آتنیا، اولین کشتی بریتانیایی غرق شده در طول جنگ جهانی دوم را نقاشی می کنند.

ماه اوت سال ۱۹۳۹ با قرار گرفتن اروپا در سایه جنگ، عده‌ای به دنبال خارج شدن از آن بودند. عصر روز ۱ سپتامبر، روز آغاز جنگ جهانی دوم با تهاجم آلمان به لهستان، آتنیا گلاسگو را به مقصد مونترال ترک کرد. این کشتی پس از مسافرگیری از بنادر بلفاست و لیورپول، روز ۳ سپتامبر وارد اقیانوس اطلس شد. همان روز بریتانیا به آلمان اعلان جنگ کرد. در مجموع ۱۱۰۲ مسافر شامل ۳۱۱ آمریکایی، ۴۶۹ کانادایی و ۱۵۰ پناهجوی اروپایی از جمله ۳۴ یهودی آلمانی، سوار بر آتنیا بودند. مابقی مسافران ملیتی بریتانیایی یا ایرلندی داشتند.
بعد از ظهر همان روز، او-۳۰، او-بوت کریگسمارینه، در حال گشت‌زنی در سطح، آتنیا را در جنوب روکال در ۲۰۰ کیلومتری عمق اقیانوس شناسایی کرد. او-بوت آلمانی به زیر سطح رفت تا کشتی بریتانیایی را مورد حمله قرار دهد. حدود ساعت ۷:۳۰ بعد از ظهر، بدون اخطار، یک اژدر به سمت آتنیا شلیک شد. با برخورد اژدر کشتی شروع به غرق شدن کرد. این حادثه موجب وحشت‌زدگی مسافران شد. درون کشتی ۲۶ قایق نجات وجود داشت که مجموعا دارای ظرفیتی بیش از تمام سرنشینان بود. در حالی که عده‌ای همچنان در کشتی بودند، مسافران و خدمه سوار قایق‌های نجات شدند. با ارسال پیام رادیویی درخواست کمک از آتنیا به تمامی کشتی‌های در مجاورت، اچ‌ام‌اس اِلِکترا، ناوشکن بریتانیایی به همراه دو ناوشکن دیگر برای نجات بازماندگان صبح روز بعد خود را به محل رساند. فرورفتن کامل آتنیا در آب چهارده ساعت به طول انجامید. بیشتر تلفات ناشی از انفجار حاصل از برخورد اژدر و کاربرد ضعیف قایق‌های نجات بود. در این حادثه مجموعاً ۱۹ خدمه و ۹۳ مسافر، شامل ۸۵ زن و کودک (۱۶ کودک)، جان باختند. به نظر می‌رسد اگر مدت شناور ماندن آتنیا طولانی نبود و کشتی‌های نجات به محل نمی‌رسیدند، شمار تلفات بسیار بیشتر می‌شد.